# Empresa de Fiume
La Empresa de Fiume (Impresa di Fiume, en italiano) fue una operación militar comandada por Gabriele D'Annunzio para anexionar la ciudad Fiume (actual Rijeka) a Italia. D'Annunzio guio a un grupo de cerca de 2600 rebeldes del Regio Esercito —los Granaderos de Cerdeña— a Ronchi, cerca de Monfalcone, donde D'Annunzio proclamó la anexión al Reino de Italia de la ciudad el 12 de septiembre de 1919. 

## Antecedentes
Según el censo húngaro de 1910 (donde aparece la lengua de uso), la población de Fiume era de 49.806 habitantes y se encontraba dividida de la siguiente forma: 24.212 declaraban tener como lengua de uso el italiano, 12.926 el serbocroata y otras lenguas, sobre todo húngaro, esloveno y alemán. En el censo no se contaban los datos de la localidad de Sussak, barrio de mayoría croata surgido recientemente al este del río que subdividía el municipio de Fiume (formalmente dependiente de la corona húngara en calidad de Corpus separatum). La ciudad del Fiume había luchado siempre contra la propia anexión al Reino de Croacia, reclamada por la minoría croata.
Al final de la Primera Guerra Mundial, en los tratados de paz, Italia obtuvo las tierras irredentas de Trento y Trieste pero la oposición del presidente norteamericano Woodrow Wilson condujo a una situación de estancamiento en cuanto a Dalmacia y Fiume, no prometidos a Italia con el pacto de Londres y reclamadas por los italianos debido a que allí vivían compatriotas. Además, ya en octubre de 1918 se había creado en Fiume un Consejo nacional que propugnaba la anexión a Italia, del cual fue nombrado presidente Antonio Grossich. Los representantes italianos en París, Vittorio Emanuele Orlando y Sidney Sonnino, después de haber abandonado polémicamente la mesa de negociaciones el 24 de abril, no habiéndose dado los resultados esperados, regresaron el 5 de mayo.